# Siegfried Fehmer
Siegfried Wolfgang Fehmer (München, 10 januari 1911 - Oslo, 16 maart 1948) was een Duits Gestapo-officier in Noorwegen tijdens de Tweede Wereldoorlog. Hij werd in 1948 terechtgesteld voor gepleegde oorlogsmisdaden.

## Algemeen
Siegfried Fehmer werd in januari 1930 lid van de NSDAP en ging in 1934 bij de Gestapo werken waar hij diverse keren werd bevorderd. In april 1940 werd hij naar Noorwegen gezonden om in de contra-spionage te werken en het onderdrukken van het verzet. In die positie werd Siegfried Fehmer door de Milorg beschouwd als een van de gevaarlijkste tegenstanders. Hij overleefde diverse aanslagen. In de laatste fase van de Tweede Wereldoorlog werd hij Chef van Amt IV (afdeling voor bestrijden van tegenstanders) in Victoria Terrasse in Oslo.
Bij de Duitse capitulatie op 8 mei 1945 probeerde hij naar Zweden te vluchten, maar werd bij de grens aangehouden door sergeant John Maclean van de British Military Intelligence en enkele Noorse politieagenten. Siegfried Fehmer werd schuldig bevonden voor het plegen van oorlogsmisdaden en werd ter dood veroordeeld door de Norges Høyesterett, het hoogste hof in Noorwegen. Op 16 maart 1948 werd hij in fort Akershus te Oslo doodgeschoten.

## Trivia
- In de film Max Manus werd zijn rol vertolkt door Ken Duken.

## Bron
- (no)  Beschrijving op snl.no